# 喜力
是一家荷蘭釀酒公司，1864年由謝拉特·艾迪恩·海尼根（Gerard Adriaan Heineken）於荷蘭阿姆斯特丹創立。2015年，喜力在世界70個國家擁有超過165家釀酒廠，聘請約76,000人。總共釀製超過250種頂級、地區性及特製啤酒。

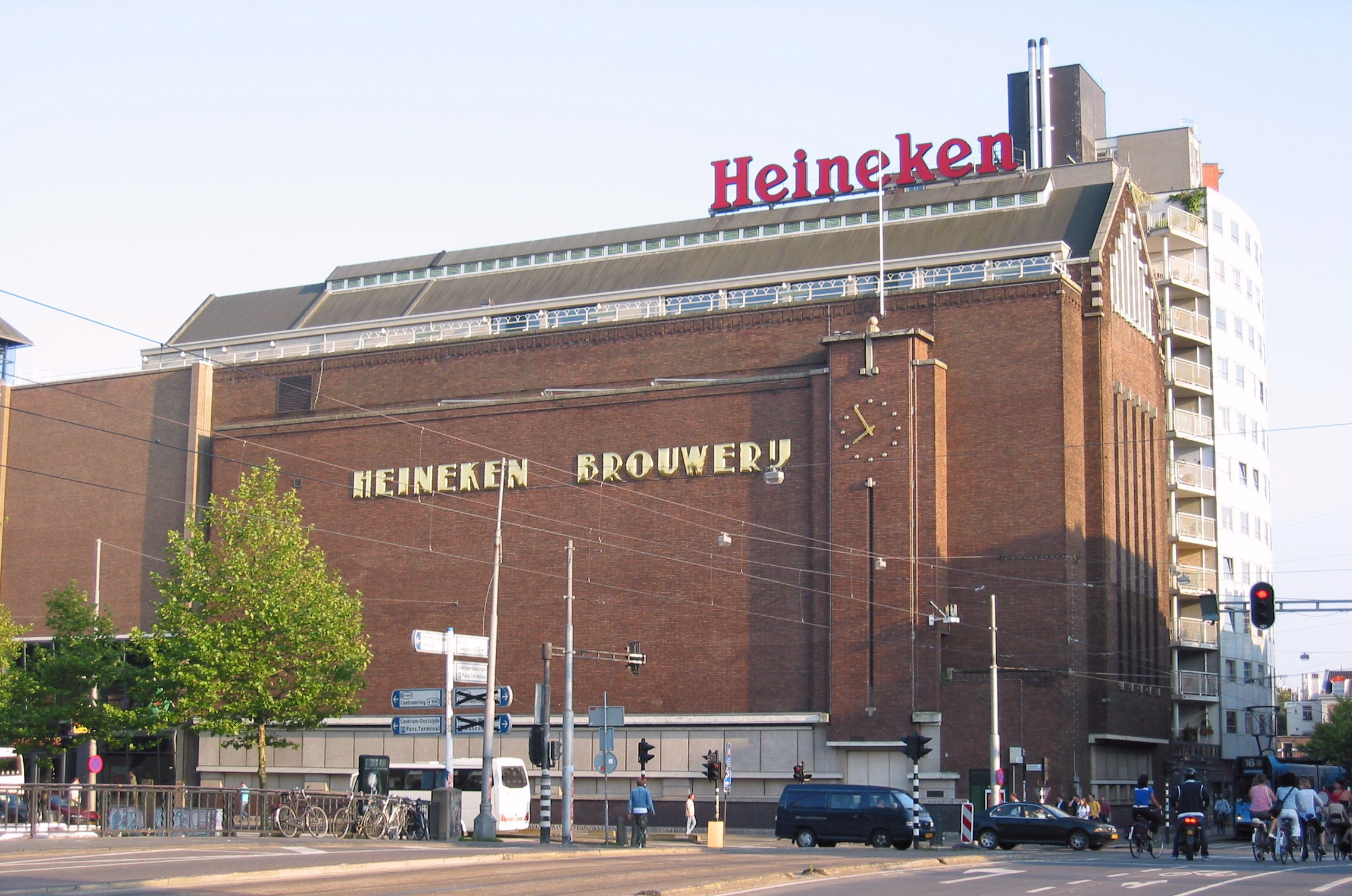
阿姆斯特丹前海尼根釀酒廠，現為海尼根博物館及展覽中心。

喜力全年啤酒生產量為181.3百萬升（hectoliters），是歐洲最大釀酒商，同時是全球第三大釀酒商，排名在英博集團、南非米勒之後。喜力是第一啤酒国际出口品牌。

## 歷史沿革
2008年1月25日，喜力與嘉士伯聯合以152.8億美元（78億英鎊）收購了英國最大全球第六大的啤酒製造商紐卡斯爾啤酒公司Scottish & Newcastle（S&N）。喜力在此次交易中接收了S&N在愛爾蘭、芬蘭、比利時、印度和美國的業務。因此成為葡萄牙的第二大啤酒釀造商，和英國最大的啤酒釀造商。
2010年1月11日，喜力以全股票交易方式收購墨西哥第2大啤酒廠Fomento Economico Mexicano S.A.B. de CV (FMX)（簡稱Femsa）旗下的啤酒業務﹐交易完成後Femsa將分別持有喜力公司和母公司喜力控股(Heineken Holding) 12.53%和14.94%的權益。其代表了喜力集团20%的经济利益。包含Femsa墨西哥啤酒部門的100%股權，以及Femsa巴西啤酒部門的剩餘83%股權。」喜力原本即持有Femsa巴西部門（即Cervejarias Kaiser）的17%股權，收購價值為53億歐元（折合77億美元）。喜力家族控股公司L'Arche Green NV在喜力控股（Heineken Holding）中的股权将由超过58%稀释至50.005%，但交易完成后喜力家族仍将掌握着喜力的控制权。
2012年7月22日，喜力以每股50坡元收購釀製虎牌啤酒（Tiger Beer）的亞太釀酒有限公司（APB，1931年由海尼根和星狮集团共同創建）股權，總數51億坡元（315.39億港元），喜力在APB的持股將增至82%。收購完成後，喜力會以額外24億坡元購入其餘少數股東股權。
喜力決定出資1.63億新加坡元收購亞太投資 (APIPL) 所持有的F&N非APB資產，該公司是喜力和F&N分別出資50/50成立的合資公司。
2013年4月12日，喜力将所持有的全部喜力亚太酿酒（中国）私人有限公司股份出售给Step Best投资有限公司。喜力亚太酿酒（中国）私人有限公司旗下包括上海亚太酿酒有限公司以及力波啤酒品牌。
2014年9月4日，喜力以12.25億美元(95.55億港元)的价格出售旗下的墨西哥罐裝或樽裝產品製造分支Empaque给美国皇冠控股有限公司。
2015年10月7日，喜力以7.81億美元向帝亞吉歐(Diageo Plc) 收購合營公司股權。完成後，喜力於牙買加Red Stripe 啤酒的持股將由57.9%升至73.3%，並全資持有馬來西亞 GAPL Pte Ltd
2017年2月13日麒麟啤酒以22億巴西雷亞爾(約54.8億港元)（7億美元）出售巴西分公司給喜力啤酒(Heineken)在當地的子公司Bavaria，麒麟巴西公司創辦于2011年，旗下擁有12座釀酒廠。
2018年8月1日喜力和華潤啤酒達成長期戰略合作安排而簽訂的《商標許可協議條款清單》，華潤啤酒将以23.5億港元的代價，收購喜力在中國大陸、香港和澳門的全部業務，包括工廠和銷售網絡。
2018年8月1日持有華潤啤酒51.67%股權的控股股東華潤集團(啤酒)有限公司（CBL）以約243.5億港元現金對價向喜力配售相當於CBL已發行股本40%，合作協議達成後，喜力將獲得華潤啤酒20.67％的股權，同時華潤集團（啤酒）公司控股股東華潤創業将以約4.64億歐元現金對價購買約520萬股喜力的庫存股（treasury share， 即公司以回購或其他方法取得的非流通股份），相當於喜力約0.9%股權
2018年11月5日華潤啤酒旗下華潤雪花啤酒以23.55億元現金收購喜力旗下於中國成立的6家公司及喜力香港的全部已發行股本，作為該公司交易事項的一部分，雙方亦簽訂了關於在獨佔地域內獨佔使用喜力品牌的商標許可協議和長期戰略合作關係的框架協議。
2021年6月21日喜力增持印度最大的啤酒公司印度联合啤酒公司（United Breweries Limited，简称UBL）的 39,644,346 股普通股，将其在印度联合啤酒公司的股权从46.5%增至61.5%，UBL是印度最畅销的翠鸟啤酒的制造商

## 海尼根博物館
位於荷蘭阿姆斯特丹的喜力釀酒廠於1988年關閉，建築物被改裝成為喜力博物館（名為Heineken Experience），但仍保留喜力釀酒廠的字樣。博物館展出喜力啤酒的歷史及釀造過程，在展覽行程結束處設有一家酒吧，讓參觀者品嘗啤酒。

## 主要品牌及資產
- 喜力亞洲太平洋釀酒集團 25％股權
- 喜力啤酒
- 虎牌啤酒
- 越南Sabeco Brewery（英语：Sabeco Brewery）5％股權
- 華潤啤酒20.67％股權
- 印度联合啤酒公司61.5％股權（United Breweries Limited，简称UBL）

## 其他
在1983年，海尼根啤酒總裁弗瑞德海尼根，在阿姆斯特丹總公司門外被擄走囚禁三週，此事件也被改編翻拍成電影綁架海尼根。

## 外部連結
- 海尼根全球網站 （页面存档备份，存于）（英文）
- 海尼根台灣網站 （页面存档备份，存于）（繁體中文）
- Heineken Experience 博物館及展覽中心（页面存档备份，存于）
- RateBeer（页面存档备份，存于）
- 海尼根 Heineken的Facebook專頁
- YouTube上的HeinekenTW頻道